# Simone Gorholt
Simone Gorholt (* 8. Januar 1989 in Siegburg) ist eine deutsche Schauspielerin.

## Leben
Unter anderem ist Gorholt bekannt geworden durch ihre Nebenrolle als Marie Schuster in der RTL-Daily Unter uns, die sie im Jahre 2007 verkörperte. Ihre erste Hauptrolle erhielt sie in der ARD-Vorabendserie Marienhof, wo sie von Juli 2009 bis Mai 2011 als Ruth Horvath zu sehen war.

## Filmografie
- 2006: ECHT – Kunsthochschule
- 2007: Unter uns
- 2007: MEDIENPROJEKT – Bonn
- 2008: Gemeinsam Allein
- 2008: 112 – Sie retten dein Leben
- 2008: Suizid
- 2009–2011: Marienhof
- 2010: Sprungbrett
- 2014: Die, die Welt bedeuten

## Theater
- 2006: Schachmatt (Theaterprojekt am Jungen Theater Bonn)
- 2007: Wie man einen Vogel fängt (Projekt mit behinderten Menschen)
- 2007: Frühlings Erwachen (Siegtal-Gymnasium)
- 2009: Verschwunden (Schauspiel Bonn)
- 2008: Haltestelle Geister (Siegtal-Gymnasium)
- 2010: MEDIUM[1] (Studiobühne München)

## Auszeichnung
- 2008: Siegerin des Bonner Pegasus Preises "Jugend schreibt"